# 822
Năm 822 là một năm trong lịch Julius.